# St. Sebastian (Weiden in der Oberpfalz)

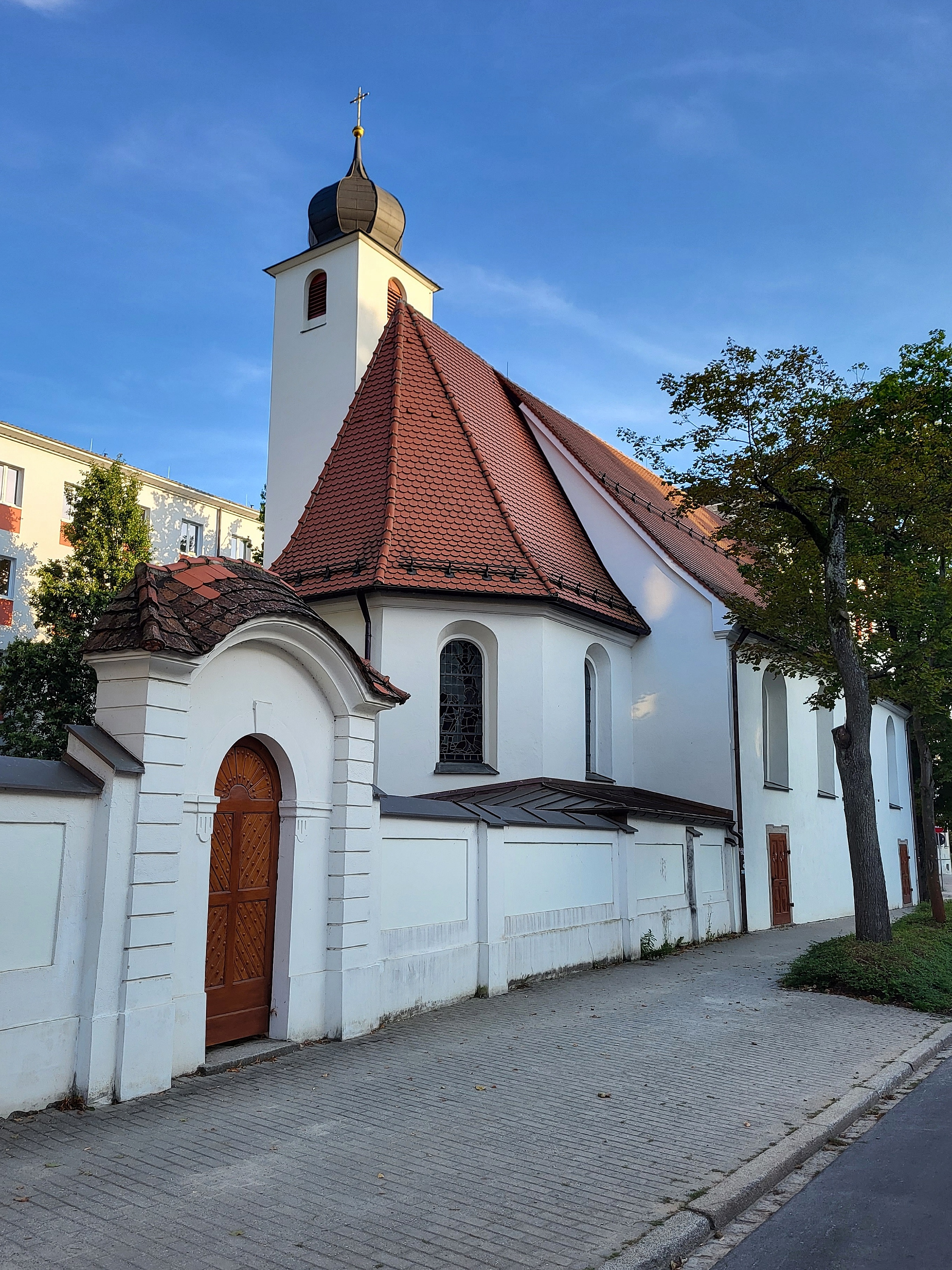
St. Sebastian mit Kirchenmauer

Die römisch-katholische Kirche St. Sebastian liegt in der Oberpfälzer Stadt Weiden. Erstmals wurde hier 1486 eine Kirche erbaut. Danach wurde diese mehrmals zerstört und erneut errichtet. Die heutige Kirche wurde 1691–1693 im Stil des Barock erbaut.

## Geschichte
An dieser stelle wurde erstmals 1486 eine Neustiftkapelle erbaut. Damals befand sie sich außerhalb des Lederertors und somit außerhalb der Stadtmauern.
Beim großen Stadtbrand 1540 wurde die Kirche wahrscheinlich teilweise zerstört. Danach wurde sie als Scheune, Lagerhalle und Pestlazarett genutzt. Durch den Dreißigjährigen Krieg kamen weitere Schäden hinzu. Um 1649 wurde der Bau vom ehemaligen protestantischen Magister Tobias Clausnitzer als „Pfarrstadel“ genutzt.1652 verordnete Pfalzgraf Christian August von Sulzbach die gemeinsame Nutzung kirchlicher Einrichtungen durch Protestanten und Katholiken.
Durch drängen von einigen Kapuzinern, die damals als Pfarrseelsorger in Weiden wirkten, wurde 1692 eine Kirche neu aufgebaut. Diese wurde 1697 wieder dem Heiligen Sebastian geweiht. Diese hatte drei barocken Altäre zu Ehren des Hl. Sebastian, der Hl. Apollonia und der Hl. Agnes.
Etwa um 1690 wurde die Kirche durch einen Blitzschlag schwer zerstört. Deshalb wurde die Kirche 1691–1693 durch den Neustädter Barockbaumeister Johann Leonhard Mayer wieder aufgebaut. Nun diente die Kirche auch als Begräbnisstätte für Kapuziner und adelige Familien. 1792 wurde eine Kopie des Marienbildes der Kapelle zur Heiligen Staude gestiftet.
In Folge der Säkularisation wurde nach 1819 die Innenausstattung aus der Barock- und Rokokozeit zerstört. Ersetzt wurde diese durch Ausstattung im neuromanischen Stil. Jedoch blieb es nicht dabei. Nach 1929 schrittweise neu gestaltet.
Der Förderverein „Rettet St. Sebastian“ ließ die Kirche von 2017 bis 2020 renovieren.

## Heutiger Zustand
Die Kirche stellt die älteste katholische Kirche in Weiden dar. Sie ist im Wesentlichen barock. Dies zeigt vor allem der barocke Altar. Jedoch wurden 1819 ein Großteil der Innenausstattung zerstört. Demnach ist heute keine Wandbemalung mehr vorhanden. Bis auf den Altar ist die Kirche somit weiß gehalten. Der Vorraum der Kirche ist durch ein Gitter getrennt. Dieses wird nur bei Gottesdiensten geöffnet.
In der Kirche finden wieder regelmäßig Gottesdienste statt. Die Kirche gehört zur Pfarrei St. Josef im Dekanat Weiden in der Oberpfalz des Bistums Regensburg. Außerdem ist die Kirche seit 2023 Teil des Simultankirchen-Radwegs.